# Macuti

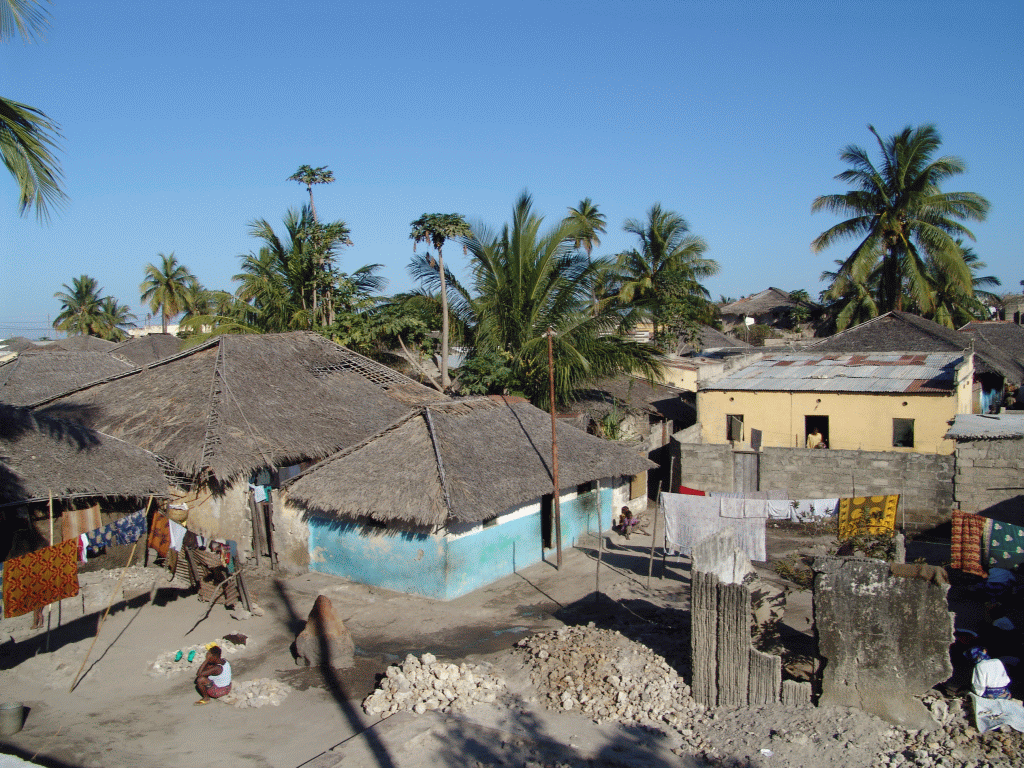
Casa com cobertura de macuti na Ilha de Moçambique

O Macuti é um material tradicional de construção, consistindo em tiras de folhas de coqueiro espalmadas, utilizadas ainda hoje para cobertura de casas, em África e universalmente em países tropicais, onde quer que abunde a planta.
No inicio do século passado (séc. XX), o macuti ainda era utilizado em velas de barcos.
Por extensão pode aplicar-se o termo à própria construção que usa este material, dizendo-se: 'casas de macuti'.